# 梅代 (帕维亚省)
梅代（義大利語：Mede），是意大利帕维亚省的一个市镇。总面积33平方公里，人口7091人，人口密度214.9人/平方公里（2009年）。国家统计（ISTAT）代码为018088。